# Ждановский район (Волгоградская область)
Ждановский район — административно-территориальная единица (район), существовавшая с 1935 по 1963 год и входившая в Сталинградский край, с 1936 года — в Сталинградскую область (с 1961 года — Волгоградскую).
Административный центр района — село Котово.

## История
Образован постановлением Президиума Сталинградского крайисполкома от 29 января 1935 года № 157 при разукрупнении Камышинского и Даниловского районов.
При создании района в состав района вошли следующие сельсоветы:
- из Даниловского района — четыре сельсовета: Н.Коробковский, Попковский, Пшеничный, Романовский;
- из Камышинского района — восемь: Г.Буеракский, Гуселкинский, Котовский, Коростинский, Моисеевский, Н.Алексеевский, Сереновский, Смородинский. Постановлением Сталинградского крайисполкома от 5 марта 1935 г. № 606 Гуселковский, Грязно-Буеракский и Смородинский сельсоветы были переданы в состав Неткачевского района.

На 1 января 1936 года Ждановский район объединял 9 сельсоветов, 30 населенных пунктов
| Сельсоветы на 1 января 1936 года | Сельсоветы на 1 января 1936 года | Сельсоветы на 1 января 1936 года                                                              | Сельсоветы на 1 января 1936 года |
| № п/п                            | Сельсовет                        | Населённые пункты в составе сельсовета                                                        |                                  |
| -------------------------------- | -------------------------------- | --------------------------------------------------------------------------------------------- | -------------------------------- |
| 1                                | Коростинский                     | сёла Авилово, Коростино                                                                       |                                  |
| 2                                | Котовский                        | село Котово, Котовская МТС (усадьба), Котовский племсовхоз                                    |                                  |
| 3                                | Моисеевский                      | село Моисеево, хутор Каменка                                                                  |                                  |
| 4                                | Ново-Алексеевский                | хутора Караваинка, Лобынец, Ново-Алексеевка, Ново-Ольховка.                                   |                                  |
| 5                                | Нижне-Коробковский               | хутора Верхние Коробки, Нижние Коробки                                                        |                                  |
| 6                                | Попковский                       | Даниловский совхоз (центр.усадьба), маслозавод, хутор Попки, ферма № 3, ферма № 4, ферма № 5. |                                  |
| 7                                | Пшеничкинский                    | хутора Витютнев, Гречушкинский, Пшеничкин                                                     |                                  |
| 8                                | Романовский                      | хутор Романовка                                                                               |                                  |
| 9                                | Серинский                        | село Ефимовка, хутора Ильинка, Калиновка, Ломовка, Мурашки, село Серино                       |                                  |

Примечание: полужирным выделены административные центры сельских советов.
Решением облисполкома в соответствии с Указом Президиума Верховного Совета РСФСР от 07 февраля 1963 года № 3/55 Ждановский район был ликвидирован, а его территория полностью включена в состав Котовского района

## Население
Динамика численности населения
| 1939  | 1959   |
| ----- | ------ |
| 13681 | ↗24880 |